# Varney el vampir
Varney el vampir és una obra per capítols (220 entregues) escrita per James Malcolm Rymer entre 1845 i 1847 i que suposa la consagració del subgènere dels vampirs dins la literatura gòtica. El seu èxit va fer recopilar el serial en un llibre únic il·lustrat, que accentuava el caràcter macabre de les accions del vampir. Diversos personatges recullen el seu nom, com Varnae dels còmics Marvel i proliferen al·lusions a la seva figura en altres obres de terror.

## Argument
Sir Francis Varney és un vampir que busca la sang de la família Bannerworth durant el segle xviii, tant per sobreviure com per sotmetre'ls i aconseguir diners per a la seva vida de luxe. L'elecció d'aquesta família no és casual, ja que sembla que hi està secretament emparentat. Les accions del vampir tenen lloc a diversos escenaris, en especial Londres, Bath, Winchester, Nàpols i Venècia. Malgrat l'extrema violència dels seus actes, Varney no vol ser un vampir, per la qual cosa acaba confessant-se amb un sacerdot i suïcidant-se llançant-se des del Vesuvi. Abans deixa escrita la seva vida per alliçonar els potencials lectors.

## Anàlisi
El llibre introdueix una novetat rellevant respecte a les obres de vampirs anteriors, el penediment del personatges principal respecte les seves accions. El protagonista, doncs, ja no és un simple monstre sanguinari sinó que acaba apareixent com a víctima, amb un caràcter turmentat que serà constant en els vampirs des d'aquell moment, especialment a les obres d'Anne Rice. Varney consolida els tòpics sobre el físic dels vampirs, amb dos ullals que són la marca a les seves víctimes, una força extraordinària i poders especials, en aquest cas la capacitat d'hipnotitzar les persones. Aquests trets seran comuns amb el Dràcula de Bram Stoker, el prototip per excel·lència de la literatura vampírica.
El gènere s'adscriu a la literatura de terror popular de l'època, on la intriga es manté gràcies a escapades inversemblants i atacs ferotges, amb abundància de sang i crits. Les descripcions de la família rica i el contrapunt còmic del servent, Jack Pringle, fan de contrapunt a la història principal, que no segueix un únic fil sinó que inclou excursos sobre altres episodis del passat de Varney.
El fet de publicar-se per entregues explica algunes de les contradiccions de la trama. L'ambientació és confusa perquè se citen esdeveniments anacrònics. Un dels fills de la família és anomenat en una ocasió, protagonitza un episodi i no torna a aparèixer. De vegades sembla que Varney no sigui un vampir, sinó un home que ho simula ésser, mentre que després es confirma el seu caràcter maleït. La seva genealogia és contradictòria amb els indicis que deixa anar durant els capítols inicials. Totes aquestes desviacions no es van reparar en l'edició en forma de llibre, donat el caràcter popular de la literatura de gènere, que no busca qualitat artística sinó entreteniment, en aquest cas provocat pel suspens de la persecució del vampir i l'horror dels seus atacs.